# Средний Биябаш
Сре́дний Бияба́ш (тат. Урта Биябаш) — село в Шамбулыхчинском сельском поселении Апастовского района Татарстана.

## Этимология
Топоним произошел от татарского слова «урта» (средний), гидронима «Бия» и гидрографического термина «баш» (исток).

## География
Расположено на реке Бия в 19 километрах к северо-западу от районного центра — посёлка городского типа Апастово. 
Высота над уровнем моря — 116 м.

### Климат
Климат в селе умеренно-континентальный, Dfb по классификации Кёппена. Средняя температура воздуха — 5,0 °C, среднегодовое количество осадков — 622 мм.

## История
Окрестности села были обитаемы в эпоху железного века, о чём свидетельствует археологический памятник — Среднебияшское городище (именьковская культура).
Село было основано в первой половине XVIII века. Наряду с нынешним названиям, в исторических документах село также упоминалось как Мусеевы и Новопоселённые Биябаши. До крестьянской реформы жители села относились к государственным крестьянам. Основными занятиями были земледелие (в начале XX века земельный надел сельской общины составлял 1243 десятины) и разведение скота. 
В «Списке населенных мест по сведениям 1859 года», изданном в 1866 году, населённый пункт упомянут как казённая деревня Бибеево Биябаши 2-го стана Тетюшского уезда Казанской губернии. Располагалась при речке Бие, по правую сторону почтового тракта из Казани в Симбирск, в 54 верстах от уездного города Тетюши и в 19 верстах от становой квартиры во владельческом селе Знаменское (Чипчаги). В деревне в 60 дворах жили 369 человек (188 мужчин и 181 женщина). Была мечеть.
По сведениям переписи 1897 года, в деревне Биабаши  Новопоселенные (Верхний Биабаш) Тетюшского уезда Казанской губернии проживали 1074 человека (495 мужчин, 579 женщин), из них 569 мусульман, 435 православных.
В начале XX века в селе находились мечеть, церковно-приходская школа, четыре водяные мельницы, кузница, крупообдирка и три лавки.
До 1920 года село входило в Шамбулыхчинскую волость Тетюшского уезда Казанской губернии. С 1920 года в составе Тетюшского, с 1927 года — Буинского кантонов ТАССР. С 10 августа 1930 года в Апастовском, с 25 января 1935 года в Кайбицком, с 1 февраля 1963 года в Буинском, с 4 марта 1964 года в Апастовском районах.
В годы коллективизации в селе организованы 2 колхоза, с 1979 года село входило в совхоз «Апастовский», с 1995 года — в ассоциацию крестьянских хозяйств «Биябаш», с 2003 по 2007 годы — в крестьянские (фермерские) хозяйства.

## Население
| Год  | Человек |
| ---- | ------- |
| 1859 | 493     |
| 1897 | 1036    |
| 1908 | 1298    |
| 1920 | 624     |
| 1926 | 492     |
| 1938 | 644     |
| 1949 | 685     |
| 1958 | 506     |
| 1970 | 357     |
| 1979 | 232     |
| 1989 | 199     |
| 2002 | 174     |
| 2008 | 146     |
| 2010 | 122     |
| 2015 | 127     |

Национальный состав (2010): татары — 71 %, русские — 25 %.

## Экономика
В селе работают следующие предприятия:
- сельскохозяйственное предприятие «РиФ» (с 2007 г.).

## Инфраструктура
На территории населённого пункта расположены следующие объекты инфраструктуры:
- сельский клуб
- фельдшерско-акушерский пункт

В селе 4 улицы. Через село проходит автобусный маршрут (есть остановка общественного транспорта по обеим сторонам дороги).
Через село проходит автомобильная дорога регионального значения «Уланово — Каратун» — Большие Кайбицы.

## Религия
В селе действует мусульманская религиозная организация - приход с. Средний Биябаш Мухтасибата Апастовского района ДУМ РТ.
На территории населённого пункта расположены следующие религиозные объекты:
- мечеть (с 1999 г.)
- часовня (с 2000 г.)